# Atlétika az 1952. évi nyári olimpiai játékokon
Az 1952. évi nyári olimpiai játékokon az atlétika műsorán harminchárom versenyszám szerepelt.

## Éremtáblázat
A táblázatban a rendező ország csapata és a magyar csapat eltérő háttérszínnel, az egyes számoszlopok legmagasabb értéke, vagy értékei vastagítással kiemelve.
| Az 1952. évi nyári olimpiai játékok éremtáblázata atlétikában | Az 1952. évi nyári olimpiai játékok éremtáblázata atlétikában | Az 1952. évi nyári olimpiai játékok éremtáblázata atlétikában | Az 1952. évi nyári olimpiai játékok éremtáblázata atlétikában | Az 1952. évi nyári olimpiai játékok éremtáblázata atlétikában | Olimpia  |
| ------------------------------------------------------------- | ------------------------------------------------------------- | ------------------------------------------------------------- | ------------------------------------------------------------- | ------------------------------------------------------------- | -------- |
|                                                               | Ország                                                        | Arany                                                         | Ezüst                                                         | Bronz                                                         | Összesen |
| 1.                                                            | Egyesült Államok (USA)                                        | 15                                                            | 10                                                            | 6                                                             | 31       |
| 2.                                                            | Csehszlovákia (TCH)                                           | 4                                                             | 1                                                             | 0                                                             | 5        |
| 3.                                                            | Ausztrália (AUS)                                              | 3                                                             | 0                                                             | 1                                                             | 4        |
| 4.                                                            | Szovjetunió (URS)                                             | 2                                                             | 8                                                             | 7                                                             | 17       |
| 5.                                                            | Jamaica (JAM)                                                 | 2                                                             | 3                                                             | 0                                                             | 5        |
| 6.                                                            | Dél-afrikai Unió (RSA)                                        | 1                                                             | 1                                                             | 0                                                             | 2        |
| 6.                                                            | Olaszország (ITA)                                             | 1                                                             | 1                                                             | 0                                                             | 2        |
| 8.                                                            | Magyarország (HUN)                                            | 1                                                             | 0                                                             | 4                                                             | 5        |
| 9.                                                            | Svédország (SWE)                                              | 1                                                             | 0                                                             | 2                                                             | 3        |
| 10.                                                           | Brazília (BRA)                                                | 1                                                             | 0                                                             | 1                                                             | 2        |
| 10.                                                           | Új-Zéland (NZL)                                               | 1                                                             | 0                                                             | 1                                                             | 2        |
| 12.                                                           | Luxemburg (LUX)                                               | 1                                                             | 0                                                             | 0                                                             | 1        |
|                                                               |                                                               |                                                               |                                                               |                                                               |          |
| 13.                                                           | Németország (GER)                                             | 0                                                             | 3                                                             | 5                                                             | 8        |
| 14.                                                           | Franciaország (FRA)                                           | 0                                                             | 2                                                             | 0                                                             | 2        |
| 15.                                                           | Nagy-Britannia (GBR)                                          | 0                                                             | 1                                                             | 4                                                             | 5        |
| 16.                                                           | Argentína (ARG)                                               | 0                                                             | 1                                                             | 0                                                             | 1        |
| 16.                                                           | Hollandia (NED)                                               | 0                                                             | 1                                                             | 0                                                             | 1        |
| 16.                                                           | Svájc (SUI)                                                   | 0                                                             | 1                                                             | 0                                                             | 1        |
|                                                               |                                                               |                                                               |                                                               |                                                               |          |
| 19.                                                           | Finnország (FIN)                                              | 0                                                             | 0                                                             | 1                                                             | 1        |
| 19.                                                           | Venezuela (VEN)                                               | 0                                                             | 0                                                             | 1                                                             | 1        |
|                                                               |                                                               |                                                               |                                                               |                                                               |          |
| Összesen                                                      | Összesen                                                      | 33                                                            | 33                                                            | 33                                                            | 99       |

## Érmesek

### Férfi számok
| Az 1952. évi nyári olimpiai játékok érmesei férfi atlétikában |                                                                                          |             |                                                                                         |            |                                                                                           |           |
| Versenyszám                                                   | Arany                                                                                    | Arany       | Ezüst                                                                                   | Ezüst      | Bronz                                                                                     | Bronz     |
| 100 m                                                         | Lindy Remigino · Egyesült Államok (USA)                                                  | 10,4        | Herb McKenley · Jamaica (JAM)                                                           | 10,4       | McDonald Bailey · Nagy-Britannia (GBR)                                                    | 10,4      |
| 200 m                                                         | Andy Stanfield · Egyesült Államok (USA)                                                  | 20,7        | Thane Baker · Egyesült Államok (USA)                                                    | 20,8       | James Gathers · Egyesült Államok (USA)                                                    | 20,8      |
| 400 m                                                         | George Rhoden · Jamaica (JAM)                                                            | 45,9        | Herb McKenley · Jamaica (JAM)                                                           | 45,9       | Ollie Matson · Egyesült Államok (USA)                                                     | 46,8      |
| 800 m                                                         | Mal Whitfield · Egyesült Államok (USA)                                                   | 1:49,2      | Arthur Wint · Jamaica (JAM)                                                             | 1:49,4     | Heinz Ulzheimer · Németország (GER)                                                       | 1:49,7    |
| 1500 m síkfutás                                               | Josef Barthel · Luxemburg (LUX)                                                          | 3:45,2 OR   | Bob McMillen · Egyesült Államok (USA)                                                   | 3:45,2 =OR | Werner Lueg · Németország (GER)                                                           | 3:45,4    |
| 4 × 100 m                                                     | Egyesült Államok (USA) · Dean Smith · Harrison Dillard · Lindy Remigino · Andy Stanfield | 40,1        | Szovjetunió (URS) · Borisz Tokarev · Lev Kaljajev · Levan Szanadze · Vlagyimir Szuharev | 40,3       | Magyarország (HUN) · Zarándi László · Varasdi Géza · Csányi György · Goldoványi Béla      | 40,5      |
| 4 × 400 m                                                     | Jamaica (JAM) · Arthur Wint · Leslie Laing · Herb McKenley · George Rhoden               | 3:03,9 VCS  | Egyesült Államok (USA) · Ollie Matson · Gene Cole · Charles Moore · Mal Whitfield       | 3:04,0     | Németország (GER) · Hans Geister · Günter Steines · Heinz Ulzheimer · Karl-Friedrich Haas | 3:06,6    |
| 5000 m                                                        | Emil Zátopek · Csehszlovákia (TCH)                                                       | 14:06,6     | Alain Mimoun · Franciaország (FRA)                                                      | 14:07,4    | Herbert Schade · Németország (GER)                                                        | 14:08,6   |
| 10 000 m síkfutás                                             | Emil Zátopek · Csehszlovákia (TCH)                                                       | 29:17,0 OR  | Alain Mimoun · Franciaország (FRA)                                                      | 29:32,8    | Alekszandr Anufrijev · Szovjetunió (URS)                                                  | 29:48,2   |
| 110 m gát                                                     | Harrison Dillard · Egyesült Államok (USA)                                                | 13,7        | Jack Davis · Egyesült Államok (USA)                                                     | 13,7       | Arthur Barnard · Egyesült Államok (USA)                                                   | 14,1      |
| 400 m gát                                                     | Charles Moore · Egyesült Államok (USA)                                                   | 50,8        | Jurij Litujev · Szovjetunió (URS)                                                       | 51,3       | John Holland · Új-Zéland (NZL)                                                            | 52,2      |
| 3000 m akadály                                                | Horace Ashenfelter · Egyesült Államok (USA)                                              | 8:45,4 VCS  | Vlagyimir Kazancev · Szovjetunió (URS)                                                  | 8:51,6     | John Disley · Nagy-Britannia (GBR)                                                        | 8:51,8    |
| 10 kilométeres gyaloglás                                      | John Mikaelsson · Svédország (SWE)                                                       | 45:02,8     | Fritz Schwab · Svájc (SUI)                                                              | 45:41,0    | Bruno Junk · Szovjetunió (URS)                                                            | 45:41,0   |
| 50 kilométeres gyaloglás                                      | Giuseppe Dordoni · Olaszország (ITA)                                                     | 4:28:07,8   | Josef Doležal · Csehszlovákia (TCH)                                                     | 4:30:17,8  | Róka Antal · Magyarország (HUN)                                                           | 4:31:27,2 |
| Maraton                                                       | Emil Zátopek · Csehszlovákia (TCH)                                                       | 2:23:03,2   | Reinaldo Gorno · Argentína (ARG)                                                        | 2:25:35,0  | Gustaf Jansson · Svédország (SWE)                                                         | 2:26:07,0 |
| Magasugrás                                                    | Walter Davis · Egyesült Államok (USA)                                                    | 2,04 m      | Kenneth Weisner · Egyesült Államok (USA)                                                | 2,01 m     | José da Conceição · Brazília (BRA)                                                        | 1,98 m    |
| Rúdugrás                                                      | Bob Richards · Egyesült Államok (USA)                                                    | 4,55 m      | Donald Laz · Egyesült Államok (USA)                                                     | 4,50 m     | Ragnar Lundberg · Svédország (SWE)                                                        | 4,40 m    |
| Távolugrás                                                    | Jerome Biffle · Egyesült Államok (USA)                                                   | 7,57 m      | Meredith Gourdime · Egyesült Államok (USA)                                              | 7,53 m     | Földessy Ödön · Magyarország (HUN)                                                        | 7,30 m    |
| Hármasugrás                                                   | Adhemar da Silva · Brazília (BRA)                                                        | 16,22 m VCS | Leonyid Scserbakov · Szovjetunió (URS)                                                  | 15,98 m    | Arnoldo Devonish · Venezuela (VEN)                                                        | 15,52 m   |
| Súlylökés                                                     | Parry O'Brien · Egyesült Államok (USA)                                                   | 17,41 m     | Darrow Hooper · Egyesült Államok (USA)                                                  | 17,39 m    | James Fuchs · Egyesült Államok (USA)                                                      | 17,06 m   |
| Diszkoszvetés                                                 | Sim Iness · Egyesült Államok (USA)                                                       | 55,03 m     | Adolfo Consolini · Olaszország (ITA)                                                    | 53,78 m    | James Dillon · Egyesült Államok (USA)                                                     | 53,28 m   |
| Kalapácsvetés                                                 | Csermák József · Magyarország (HUN)                                                      | 60,34 m VCS | Karl Storch · Németország (GER)                                                         | 58,86 m    | Németh Imre · Magyarország (HUN)                                                          | 57,74 m   |
| Gerelyhajítás                                                 | Cyrus Young · Egyesült Államok (USA)                                                     | 73,78 m     | William Miller · Egyesült Államok (USA)                                                 | 72,46 m    | Tolvo Hyytiainen · Finnország (FIN)                                                       | 71,89 m   |
| Tízpróba                                                      | Bob Mathias · Egyesült Államok (USA)                                                     | 7887 VCS    | Milt Campbell · Egyesült Államok (USA)                                                  | 6975       | Floyd Simmons · Egyesült Államok (USA)                                                    | 6788      |

### Női számok
| Az 1952. évi nyári olimpiai játékok érmesei női atlétikában |                                                                                     |            |                                                                               |         |                                                                                           |         |
| Versenyszám                                                 | Arany                                                                               | Arany      | Ezüst                                                                         | Ezüst   | Bronz                                                                                     | Bronz   |
| 100 m                                                       | Marjorie Jackson · Ausztrália (AUS)                                                 | 11,5       | Daphne Hasenjager-Robb · Dél-afrikai Unió (RSA)                               | 11,8    | Shirley Strickland · Ausztrália (AUS)                                                     | 11,9    |
| 200 m                                                       | Marjorie Jackson · Ausztrália (AUS)                                                 | 23,7       | Bertha Brouwer · Hollandia (NED)                                              | 24,2    | Nagyezsda Hnikina-Dvalisvili · Szovjetunió (URS)                                          | 24,2    |
| 4×100 m                                                     | Egyesült Államok (USA) · Mae Faggs · Barbara Jones · Janet Moreau · Catherine Hardy | 45,9 VCS   | Németország (GER) · Ursula Knab · Maria Sander · Helga Klein · Marga Petersen | 45,9    | Nagy-Britannia (GBR) · Sylvia Cheeseman · June Foulds · Jean Desforges · Heather Armitage | 46,2    |
| 80 m gátfutás                                               | Shirley Strickland · Ausztrália (AUS)                                               | 10,9 WR    | Marija Golubnyicsaja · Szovjetunió (URS)                                      | 11,1    | Maria Sander · Németország (GER)                                                          | 11,1    |
| Magasugrás                                                  | Esther Brand · Dél-afrikai Unió (RSA)                                               | 1,67 m     | Sheila Lerwill · Nagy-Britannia (GBR)                                         | 1,65 m  | Alekszandra Csugyina · Szovjetunió (URS)                                                  | 1,63 m  |
| Távolugrás                                                  | Yvette Williams · Új-Zéland (NZL)                                                   | 6,24 m OR  | Alekszandra Csugyina · Szovjetunió (URS)                                      | 6,14 m  | Shirley Cawley · Nagy-Britannia (GBR)                                                     | 5,92 m  |
| Súlylökés                                                   | Galina Zibina · Szovjetunió (URS)                                                   | 15,28 m WR | Marianne Werner · Németország (GER)                                           | 14,57 m | Klavgyija Tocsenova · Szovjetunió (URS)                                                   | 14,50 m |
| Diszkoszvetés                                               | Nyina Romaskova · Szovjetunió (URS)                                                 | 51,42 m OR | Jelizaveta Bagrjanceva · Szovjetunió (URS)                                    | 47,08 m | Nyina Dumbadze · Szovjetunió (URS)                                                        | 46,29 m |
| Gerelyhajítás                                               | Dana Zátopková · Csehszlovákia (TCH)                                                | 50,47 m    | Alekszandra Csugyina · Szovjetunió (URS)                                      | 50,01 m | Jelena Gorcsakova · Szovjetunió (URS)                                                     | 49,76 m |